# Marwan al-Shehhi
Marwān Yūsuf al-Sheḥḥī (in arabo  مروان الشحي‎?; Ras al-Khaima, 9 maggio 1978 – New York, 11 settembre 2001) è stato un terrorista emiratino.
Membro di al-Qāʿida, fu il più giovane tra i piloti dirottatori suicidi che, ai comandi del volo United Airlines 175, si schiantò contro la Torre Sud o WTC 2 (17 minuti circa dopo lo schianto del primo aereo contro la Torre Nord) del World Trade Center di New York (Stati Uniti), nel quadro degli attentati dell'11 settembre 2001.

## Biografia
Cresciuto a Ras al-Khaima negli Emirati Arabi Uniti, si diplomò nel 1995 per arruolarsi nelle forze armate emiratine, che gli permisero una borsa di studio per l'Università di Bonn, in Germania, dove si trasferì nel 1996. Si narra di lui come una persona apparentemente cordiale, tranquilla e religiosamente devota. Nel 1998-1999 al-Shehhi cambiò il suo piano di studi universitari, trasferendosi ad Amburgo per studiare costruzione navale. Qui conobbe Mohamed Atta, insieme a Ziyād Jarrāḥ e Ramzi bin al-Shibh, condividendo con loro i sentimenti anti-americani e radicalizzando sempre di più il loro comune fondamentalismo islamico, in quella che verrà successivamente chiamata la "cellula terroristica di Amburgo". Alla fine dello stesso anno si rasò la barba, per non creare sospetti, e fece quindi un breve soggiorno in Afghanistan, dove conobbe Bin Lāden e altri membri di al-Qāʿida.
Conosciuto con l'alias di Abul Q'aqaa al-Qatari durante i preparativi, al-Shehhi partì per gli Stati Uniti nel maggio del 2000, un mese prima dell'arrivo di Atta. Insieme a quest'ultimo, alla fine dello stesso anno, riuscì a conseguire una licenza di pilota di aerei commerciali direttamente dalla Federal Aviation Administration della Florida.

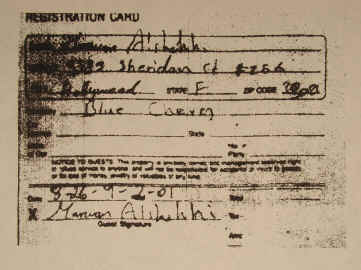
Registrazione di un motel firmata da Marwan al-Shehhi

Nel corso del 2001 partecipò alla pianificazione logistica degli attentati, attraverso numerosi incontri, negli Stati Uniti e in Spagna, con altri membri di al-Qāʿida. Tre giorni prima dell'11 settembre, Al-Shehhi viaggiò da Miami fino a Boston, dove alloggiò al Milner Hotel, condividendo una stanza con Mohand al-Shihri, Fayez Banihammad e Satam al-Suqami, che si sarebbe imbarcato sul volo 11 dell'American Airlines.

## Gli attacchi

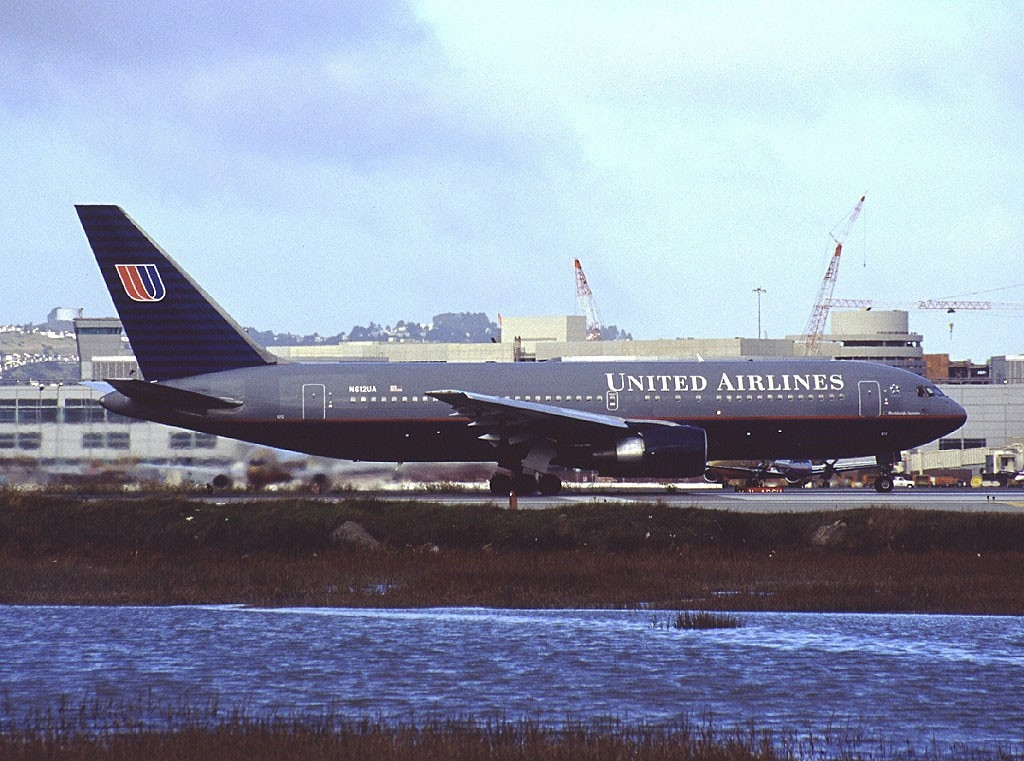
Il Boeing 767 della United Airlines coinvolto nel dirottamento, nel 1999.

Secondo la Commissione sull'11 settembre, al-Shehhi fece una chiamata di tre minuti a Mohamed Atta la mattina degli attacchi, per confermargli l'inizio delle operazioni. al-Shehhi si imbarcò alle 7:27 sul volo United Airlines 175 dal Logan International Airport di Boston, diretto a Los Angeles, in cui occupò il posto 6C.
Circa mezz'ora dopo lo stacco da terra, tra le 8:42 e le 8:46, al-Shehhi, dopo che Mohand al-Shihri e Fayez Banihammad uccisero i piloti, prese i comandi dell'aeromobile. Mentre al-Shehhi era ai comandi, l'aereo rischiò la collisione con il volo Delta Airlines 123. Durante il volo, numerosi passeggeri effettuarono chiamate ai parenti, per avvisarli del dirottamento e lì furono avvertiti dello schianto dell'American Airlines 11 contro la Torre Nord. 

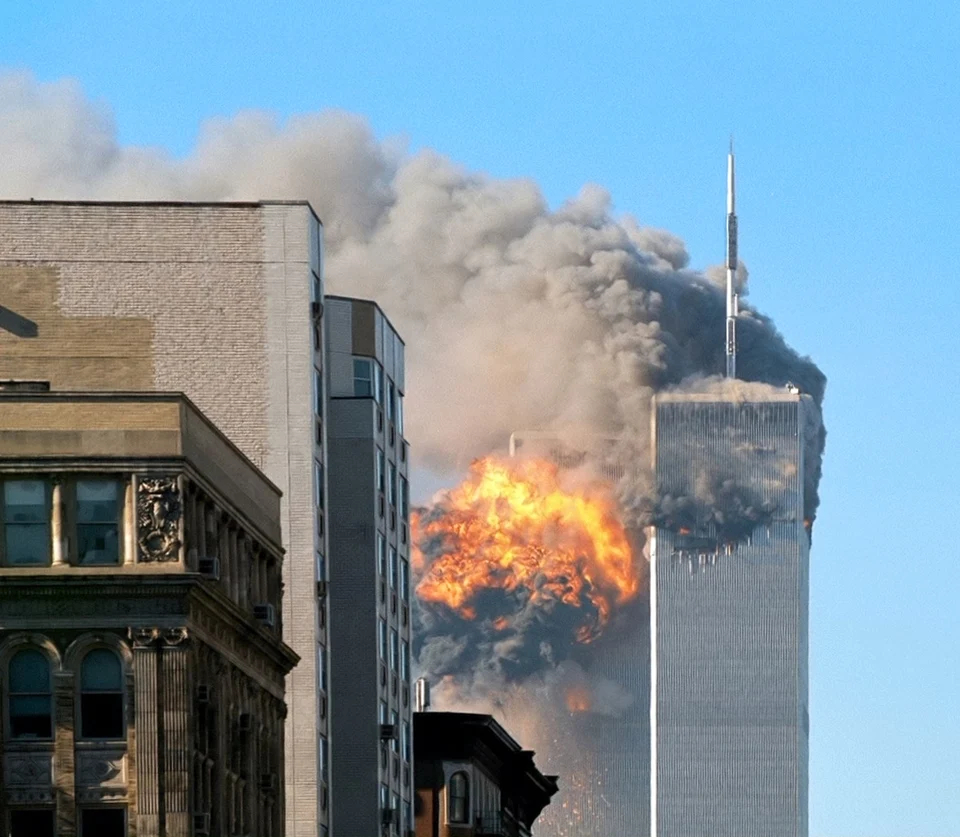
Il volo UA175 si schianta contro la Torre Sud, 9:03

Alle 9:03:02, l'aereo si schiantò alla velocità di 950 km/h contro la Torre Sud del World Trade Center, scatenando immediatamente un enorme incendio, a causa degli oltre 37.850 litri di carburante che trasportava. 
Lo schianto, che causò la morte immediata di tutti gli occupanti dell'aeromobile, fu ripreso in diretta televisiva da numerose testate giornalistiche e da ogni angolazione possibile. 
al-Shehhi fece schiantare l'aereo a velocità maggiore e più in basso, rispetto a Mohamed Atta, cosa che fece collassare la Torre Sud prima della Torre Nord, che fu la prima ad essere colpita.